# Paula Pequeno
Paula Renata Marques Pequeno (Brasilia, 22 gennaio 1982) è una pallavolista brasiliana.
Gioca nel ruolo di schiacciatrice.

## Carriera
Paula Pequeno comincia la sua carriera nel 1994, nella squadra di un istituto bancario, l'ASBAC, dove resta per tre annate prima di fare il suo esordio in Superliga grazie all'ingaggio dell'União per la stagione 1997-98, ma già nella stagione seguente passa all'Aché Clube.
Nel campionato 1999-00 si lega al BCN per dieci annate: durante questo lungo periodo, nel corso del quale il suo club cambia nome in Finasa, vince tre scudetti consecutivi dal 2003 al 2005, la Coppa del Brasile 2008, otto edizioni del Campionato Paulista, cinque della Coppa San Paolo e quattro Salonpas Cup. Nel 2002 ottiene anche le prime convocazioni in nazionale, vincendo la prima medaglia d'oro di prestigio al World Grand Prix 2005, dove risulta anche migliore giocatrice, mentre l'anno successivo conquista l'argento al campionato mondiale. L'apice della sua carriera con la nazionale lo raggiunge nel 2008 quando vince il World Grand Prix e poi la medaglia d'oro alle Olimpiadi di Pechino, premiata anche come migliore giocatrice: l'anno si conclude con la vittoria della Final Four Cup. Nel 2009 vince l'argento alla Grand Champions Cup alle spalle dell'Italia.
Nella stagione 2009-10 si trasferisce in Russia, nello Zareč'e Odincovo, club impegnato in Superliga col quale conquista lo scudetto; con la nazionale vince un argento al World Grand Prix 2010. Nella stagione seguente torna in Brasile, ingaggiata dal GRER, dove gioca per un biennio vincendo un altro titolo statale; con la nazionale nel 2011 vince la Coppa panamericana ed i XVI Giochi panamericani, mentre nel 2012 vince la medaglia d'argento al World Grand Prix e la medaglia d'oro ai Giochi della XXX Olimpiade di Londra, ritirandosi dalla nazionale dopo il torneo.
Nel campionato 2012-13 viene ingaggiata dal Fenerbahçe, nella Voleybol 1. Ligi, mentre nel campionato seguente torna in patria, vestendo per quattro stagioni la maglia dell'Amigos do Vôlei, nel frattempo rinominato Brasília.
Nella stagione 2017-18 si accasa al Bauru.

## Palmarès

### Club
- Campionato brasiliano: 3

2002-03, 2003-04, 2004-05
- Campionato russo: 1

2009-10
- Coppa del Brasile: 1

2008
- Campionato Paulista: 8

2001, 2002, 2003, 2004, 2005, 2006, 2007, 2008
- Coppa San Paolo: 5

1999, 2004, 2005, 2006, 2008
- Salonpas Cup: 4

2001, 2002, 2005, 2008

### Nazionale (competizioni minori)
- Trofeo Valle d'Aosta 2004
- Trofeo Valle d'Aosta 2005
- Giochi panamericani 2007
- Final Four Cup 2008
- Montreux Volley Masters 2009
- Coppa panamericana 2011
- Giochi panamericani 2011

### Premi individuali
- 2005 - World Grand Prix: MVP
- 2007 - Campionato sudamericano: MVP
- 2007 - Coppa del Brasile: Miglior realizzatrice
- 2008 - Superliga: Miglior attaccante
- 2008 - Coppa del Brasile: MVP
- 2008 - Giochi della XXIX Olimpiade: MVP